# Lasius spathepus
Lasius spathepus es una especie de hormiga del género Lasius, tribu, Lasiini, orden Hymenoptera. Fue descrita por Wheeler en 1910.

## Distribución
Se distribuye por Japón, Corea del Norte y Sur.

## Hábitat
Habita en bosques caducifolios. Se ha encontrado a elevaciones de 30-1000 metros.